# العلاقات الإسبانية الغينية
العلاقات الإسبانية الغينية هي العلاقات الثنائية التي تجمع بين إسبانيا وغينيا.

## مقارنة بين البلدين
هذه مقارنة عامة ومرجعية للدولتين:
| وجه المقارنة                                              | إسبانيا                                                                             | غينيا       |
| --------------------------------------------------------- | ----------------------------------------------------------------------------------- | ----------- |
| المساحة (كم2)                                             | 505.99 ألف                                                                          | 245.86 ألف  |
| عدد السكان (نسمة)                                         | 46.73 مليون                                                                         | 12.72 مليون |
| الكثافة السكانية (ن./كم²)                                 | 92.35                                                                               | 51.74       |
| العاصمة                                                   | مدريد                                                                               | كوناكري     |
| اللغة الرسمية                                             | اللغة الإسبانية، اللغة الغاليسية، لغة بشكنشية، اللغة الكتالونية، اللغة الأوكسيتانية | لغة فرنسية  |
| العملة                                                    | يورو، بيزيتا إسبانية                                                                | فرنك غيني   |
| الناتج المحلي الإجمالي (بليون دولار)                      | 1.31 تريليون                                                                        | 10.50 مليار |
| الناتج المحلي الإجمالي (تعادل القوة الشرائية) بليون دولار | 1.77 تريليون                                                                        | 15.24 مليار |
| الناتج المحلي الإجمالي الاسمي للفرد دولار أمريكي          | 28.16 ألف                                                                           | 531         |
| الناتج المحلي الإجمالي للفرد دولار أمريكي                 | 38.00 ألف                                                                           | 1.22 ألف    |
| مؤشر التنمية البشرية                                      | 0.876                                                                               | 0.411       |
| رمز المكالمات الدولي                                      | +34                                                                                 | +224        |
| رمز الإنترنت                                              | .es                                                                                 | .gn         |
| المنطقة الزمنية                                           | ت ع م+01:00، ت ع م+02:00                                                            | 00          |

## منظمات دولية مشتركة
يشترك البلدان في عضوية مجموعة من المنظمات الدولية، منها:
| علم المنظمة | اسم المنظمة                               | تاريخ انضمام إسبانيا | تاريخ انضمام غينيا |
| ----------- | ----------------------------------------- | -------------------- | ------------------ |
|             | مؤسسة التنمية الدولية                     | 18 أكتوبر 1960       | 26 سبتمبر 1969     |
|             | يونسكو                                    | 30 يناير 1953        | 2 فبراير 1960      |
|             | وكالة ضمان الاستثمار متعدد الأطراف        | 29 أبريل 1988        | 5 أكتوبر 1995      |
|             | الأمم المتحدة                             | 14 ديسمبر 1955       | 12 ديسمبر 1958     |
|             | الفريق المعني برصد الأرض                  | ?                    | ?                  |
|             | الاتحاد البريدي العالمي                   | ?                    | ?                  |
|             | البنك الدولي للإنشاء والتعمير             | 15 سبتمبر 1958       | 28 سبتمبر 1963     |
|             | منظمة حظر الأسلحة الكيميائية              | ?                    | ?                  |
|             | مؤسسة التمويل الدولية                     | 24 مارس 1960         | 22 أكتوبر 1982     |
|             | المركز الدولي لتسوية المنازعات الاستشارية | 17 سبتمبر 1994       | 4 ديسمبر 1968      |
|             | منظمة التجارة العالمية                    | ?                    | 25 أكتوبر 1995     |
|             | منظمة الشرطة الجنائية الدولية             | ?                    | ?                  |
|             | البنك الإفريقي للتنمية                    | ?                    | ?                  |

## وصلات خارجية
- موقع وزارة الخارجية الإسبانية